# Билькентский концертный зал
Билькентский концертный зал (тур. Bilkent Konser Salonu) — центр исполнительских искусств в Анкаре, столице Турции, расположенный на территории кампуса Билькентского университета. Здесь работает Билькентский симфонический оркестр. В концертном зале ежегодно проводится более 80 концертов. Помимо самого концертного зала здание также располагает помещениями для семинаров, кабинетами для академического состава, классами и студиями для занятий студентов факультета музыки и исполнительских искусств Билькентского университета, а также театром-ареной для выступлений студентов театрального факультета.

## Строительство и дизайн
Билькентский концертный зал был построен по проекту архитекторов Ильхана Курала и Эркута Шахинбаша и представляет собой здание центрального зального типа. В то время как концертный зал, здание театра и студии расположены по направлению к центру здания для обеспечения их звукоизоляции, кабинеты и классы выходят на его внешнюю сторону, что позволяет обеспечивать необходимый приток дневного света в них.
Финский специалист по акустике Матти Хейккинен работал над акустикой концертного зала. Здание возводилось строительной компанией Tepe, принадлежащей Билькентскому университету. Участвующие в строительстве архитекторы были номинированы на 5-й церемонии вручения Гран-при национальной архитектуры. Концерт, данный в честь открытия концертного зала, исполнил в 1994 году Билькентский симфонический оркестр.

## Характеристики
Трёхэтажное здание Билькентского концертного зала занимает площадь почти в 14 500 м². Сцена концертного зала включает в себя сценический подъёмник, позволяющий формировать оркестровую яму, используемую при постановках оперы. В распоряжении музыкантов находятся два концертных рояля Steinway. На внутренних стенах концертного зала установлены подвижные акустические панели, позволяющие превратить концертный зал в студию звукозаписи. Концерты проходят в концертном зале, рассчитанном на 750 мест, и его фойе, а выступления студентов театрального факультета на сцене театра-арены, рассчитанного на 200 зрителей. Помимо этого в здании Билькентского концертного зала находятся студии, залы для семинаров, учебные классы, столовая и кафе.